# Villalba de Guardo
Villalba de Guardo és un municipi de la província de Palència, a la comunitat autònoma de Castella i Lleó.

## Demografia
| 1991 | 1996 | 2001 | 2004 |
| ---- | ---- | ---- | ---- |
| 229  | 238  | 231  | 228  |